# Viale Belfiore
Viale Belfiore è un viale a 5 corsie di Firenze, tra i grandi Viali di Circonvallazione e la vicina zona omonima, ed in cui convergono altri importanti viali come viale Filippo Strozzi o viale Francesco Redi. Il viale nella sua parte terminale va a confluire nel piazzale Porta al Prato, punto nevralgico della mobilità fiorentina.

## Storia e descrizione
Il viale deve il suo nome alla valletta di Belfiore situata all'ingresso occidentale di Mantova  dove tra il 1851 e il 1855 ci fu una delle ultime repressioni contro i patrioti italiani da parte degli austriaci con l'esecuzione delle sentenze di morte dei Martiri di Belfiore.
Su questo viale (più esattamente nella zona compresa fra viale Redi, viale Corsica e via Circondaria) è in costruzione la nuova stazione ferroviaria di Norman Foster per l'Alta-Velocità: Firenze Belfiore, una grande stazione riservata ai treni Eurostar ed Alta-Velocità che arriveranno a tale stazione tramite un percorso sotterraneo che dal quartiere Campo di Marte attraversa la città fin qui. 
Inoltre il viale è attraversato trasversalmente dalla linea T2 della nuova rete tranviaria, che, una volta uscita dall'angolo del Palazzo Mazzoni, si immette in via Guido Monaco. Secondo i progetti originali, il traffico sarebbe dovuto passare attraverso un nuovo sottopassaggio che sarebbe iniziato dove comincia tuttora il viale, e finito dopo l'incrocio con la suddetta via Guido Monaco; il sottopassaggio avrebbe presentato una diramazione per l'immissione in viale Francesco Redi. Quest'opera urbanistica, prevista dal progetto della linea 2 della tranvia fiorentina e approvata dalla commissione interministeriale il 27 novembre 2008, è stata rifiutata per volere del sindaco Matteo Renzi, obbligando in tal modo a eliminare la grande area pedonale prevista al di sopra del sottopasso e, di conseguenza, la fermata tranviaria in corrispondenza della suddetta piazza. L'incrocio è stato, quindi, modificato con un'intersezione a raso regolata da semafori: tale soluzione mostra fin dall'inizio la sua limitata capacità di smaltimento del traffico considerando i flussi veicolari di grande importanza attualmente gravitanti attorno al nodo di Belfiore; inoltre il fatto che la tranvia tagli trasversalmente uno dei più importanti viali di circonvallazione è di per sé un grande elemento di criticità, sia in termini di sicurezza che di possibile blocco della circolazione cittadina in caso di incidenti o guasti ai convogli.
A inizio giugno 2011 nubifragi eccezionali hanno interessato la città allagando numerose zone; in particolare nel nodo di Belfiore si è registrata una fortissima criticità, dovuta alle tubature fognarie intasate che hanno portato alla sommersione di tutta la sezione stradale, compresi i marciapiedi, in corrispondenza con l'incrocio di viale Redi e via Guido Monaco. In alcuni punti il livello dell'acqua ha ampiamente superato 1 metro di altezza, sintomo di uno stato gravoso in cui versano i collettori fognari cittadini.
I lavori della linea 2 dovevano partire a maggio del 2011, ma stanno subendo numerosi rinvii a causa dei mancati accordi fra Comune e imprese; quelli per la nuova grande stazione alta-velocità di Firenze sono già cominciati e proseguono a ritmo moderato.

## Galleria d'immagini

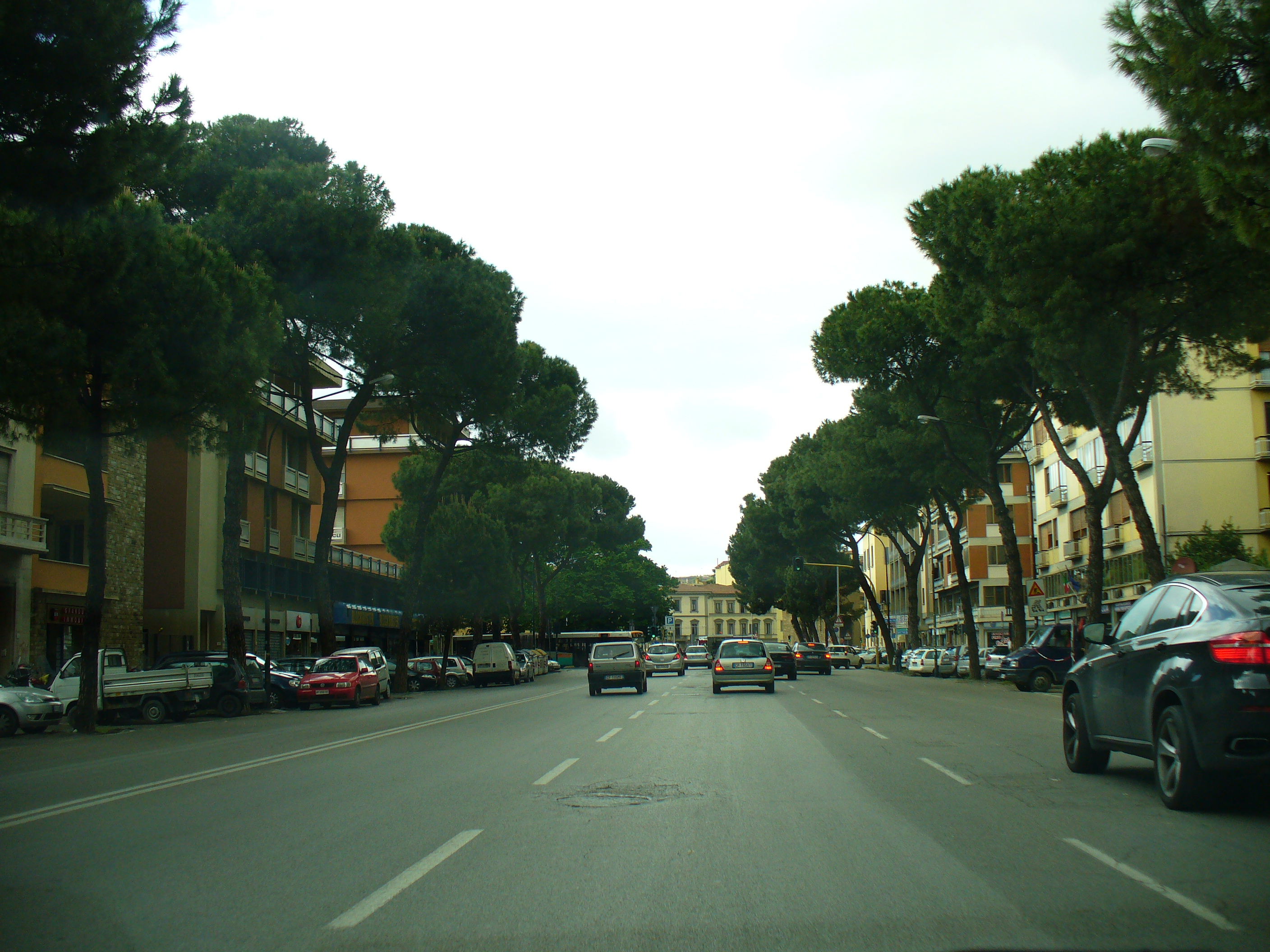
Il viale
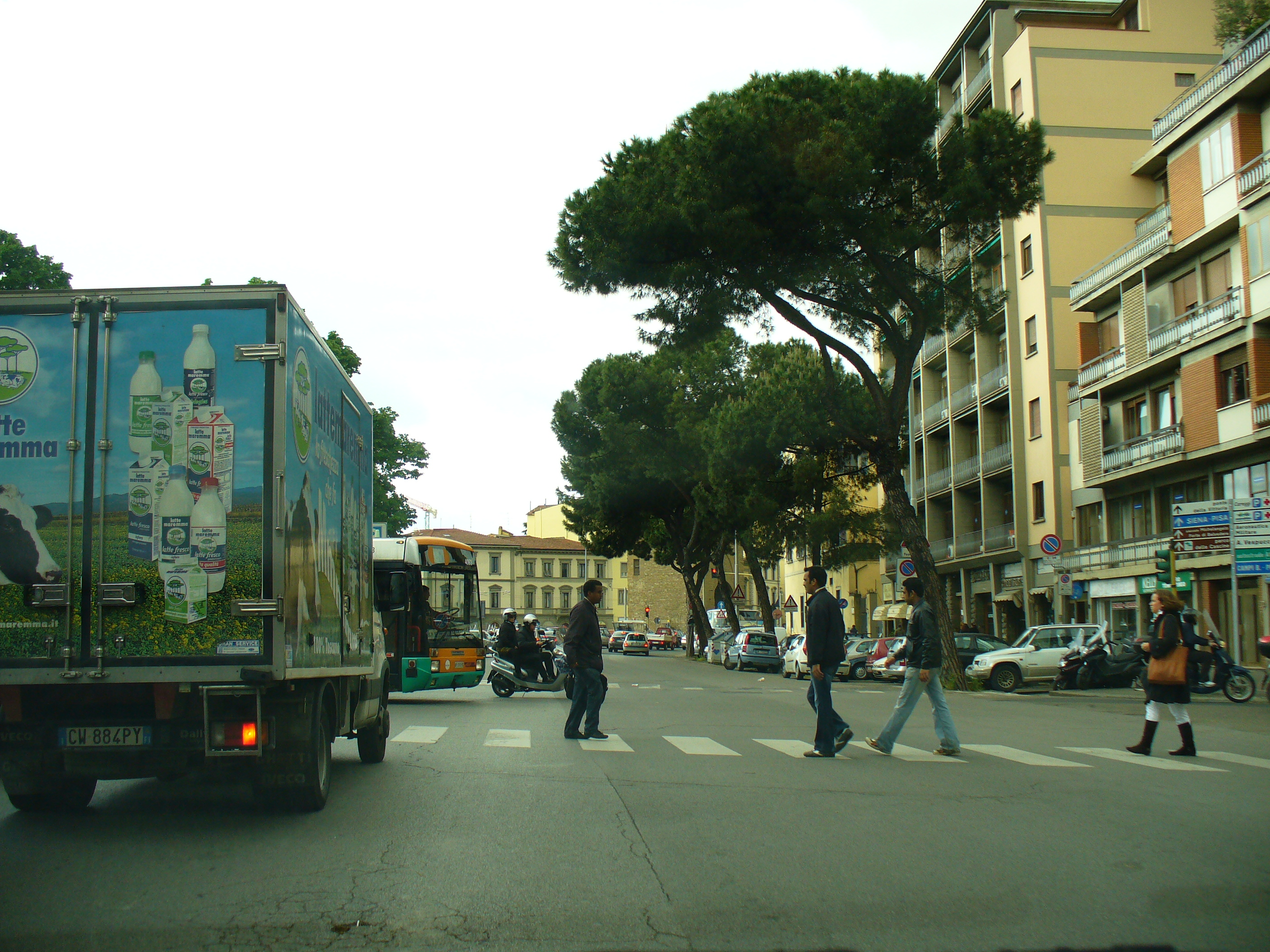
Il viale con porta al prato sfondo
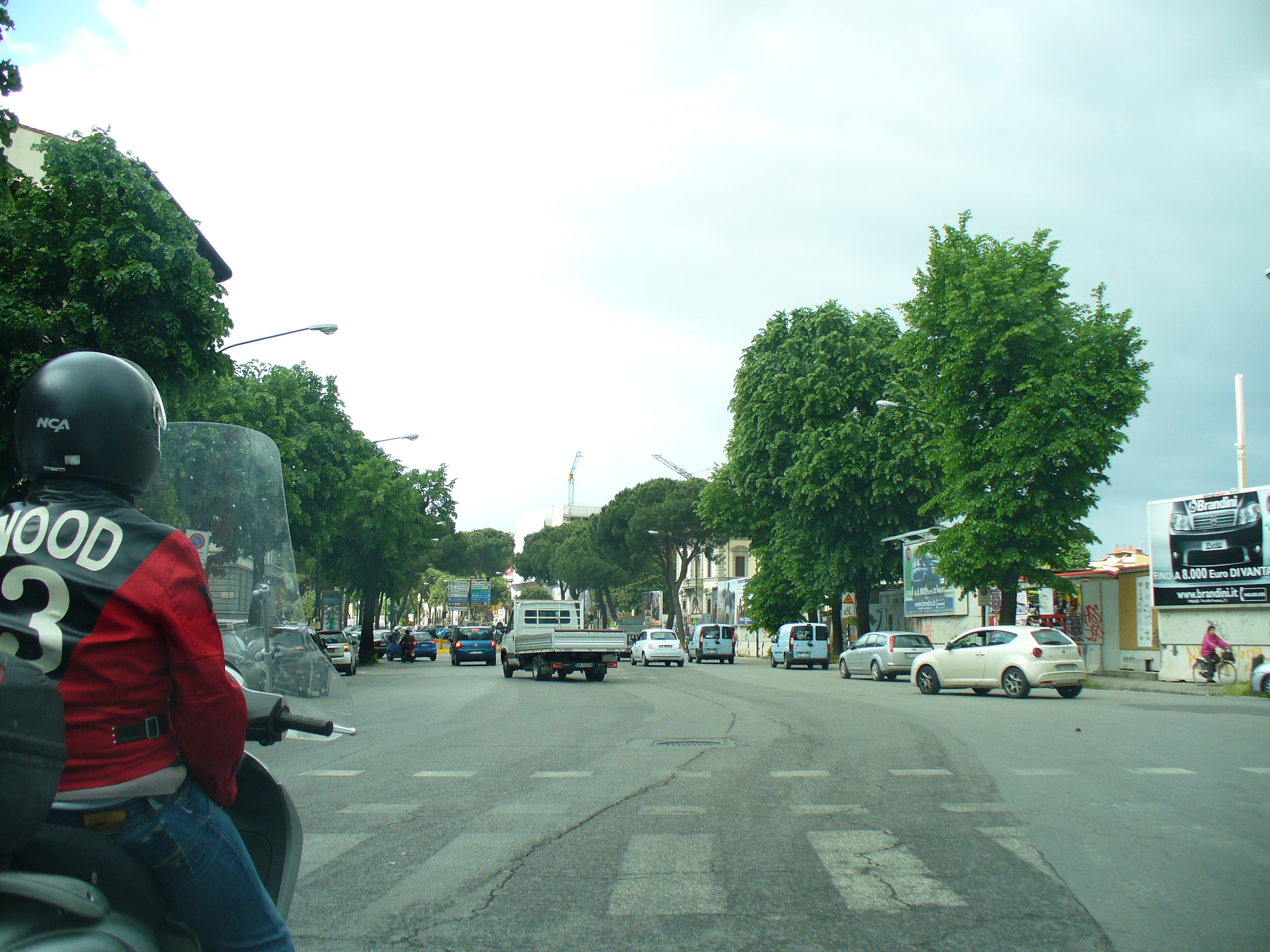
Il viale